# 高景徳
高 景徳（こう けいとく、1922年2月5日 - 1996年12月24日）は、中華人民共和国の教育者。陝西省葭県出身。元・清華大学学長。第三回全国人民代表大会代表。中国電機工程学会第3、4、5回副理事長。中国電気技術学会第一、第2期理事長。中国科学技術協会第3期、第4期全国委員会常務委員。中国民主同盟第5、6、7回中央委員会常務委員。中国人民政治協商会議全国委員会第7、8期委員。中国人民政治協商会議全国委員会第八期常務委員会委員。

## 経歴
1922年2月5日、陝西省葭県神泉堡村で生まれる。1939年に西北農学院附属中学校を経て、1945年に国立西北工学院（現在の西北工業大学）を卒業。大学を卒業して、西安西京発電所の技術者になった。1947年、北京大学工学院電機学部に入り、助教授、講師を務めた。1948年に中国共産党入党。1951年、政府はソビエト連邦サンクトペテルブルク工科大学の電機学部に派遣され、1956年に技術科学博士の学位を取得した。
帰国後は清華大学の博士課程の指導者になった。1978年から清華大学副学長、同校党委員会委員、同校学位委員会副主任兼秘書長、同校学術委員会副主任兼秘書長を務めた。1983年5月に清華大学学長に就任し、1988年10月に退任した。
1996年12月24日、北京市で病気により死去した。74歳。

## 栄典
- 1980年、中国科学院院士。